# Bossiaea pulchella
Bossiaea pulchella är en ärtväxtart som beskrevs av Meissner. Bossiaea pulchella ingår i släktet Bossiaea och familjen ärtväxter. IUCN kategoriserar arten globalt som livskraftig. Inga underarter finns listade i Catalogue of Life.